# Graxa para sapato

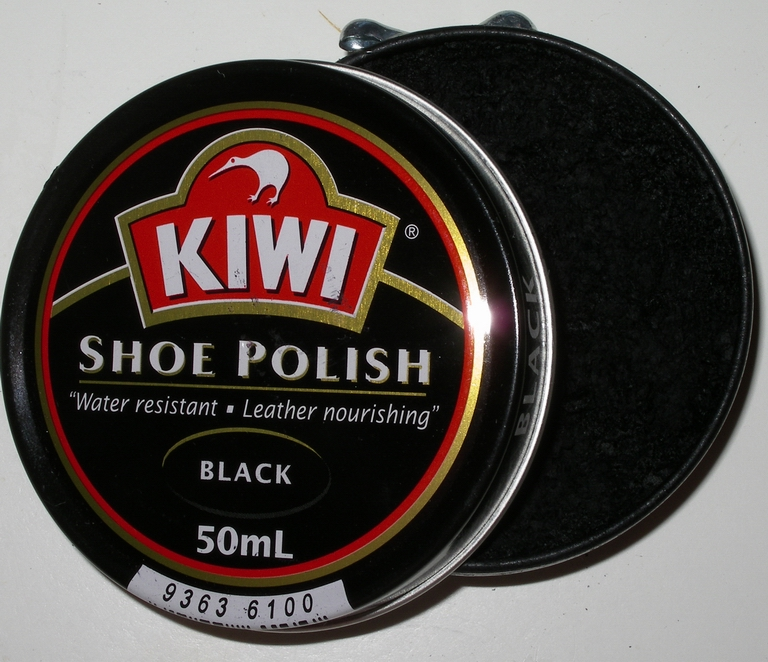
Lata de graxa aberta com um mecanismo de abertura visível no topo da fotografia

A graxa para sapato é uma pasta ou líquido usada para polir e impermeabilizar o couro do calçado, de modo a aumentar a sua durabilidade e restaurar e melhorar a sua aparência.
Várias substâncias têm sido usadas como graxa durante centenas de anos, começando com substâncias naturais como a cera ou o sebo. As fórmulas modernas foram introduzidas no início do século XX e continuam ainda a ser usadas hoje em dia. Hoje em dia a graxa é feita a partir de uma mistura de materiais naturais e sintéticos incluindo nafta, terebentina, corantes e goma-arábica usando processos químicos simples. A Graxa é usualmente um produto inflamável e pode ser tóxico e, se mal usado, pode danificar a epiderme. A Graxa deve ser sempre usada num ambiente ventilado e com cuidado de modo a não estragar as roupas, tapetes e mobiliário.